# Suối Bản Ngô
Suối Bản Ngô là một con suối đổ ra Nậm Dần. Suối có chiều dài 12 km và diện tích lưu vực là 66 km². Suối Bản Ngô chảy qua các tỉnh Lào Cai, Hà Giang.